# Tweede Kamerverkiezingen 1886
De Tweede Kamerverkiezingen 1886 waren algemene Nederlandse verkiezingen voor de Tweede Kamer der Staten-Generaal. Zij vonden plaats op 15 juni 1886.
Nederland was verdeeld in 43 kiesdistricten, waarin 86 leden van de Tweede Kamer gekozen werden. Een kiezer bracht evenveel stemmen uit als er afgevaardigden in zijn kiesdistrict gekozen werden. Om gekozen te worden moest een kandidaat minimaal de districtskiesdrempel behalen.
De verkiezingen werden gehouden voor alle 86 zetels als gevolg van de ontbinding van de Tweede Kamer op 17 mei 1886, nadat in april 1886 het kabinet-Heemskerk Azn. zijn functie ter beschikking had gesteld omdat de Tweede Kamer een wetsvoorstel voor een nieuw grondwettelijk onderwijsartikel had verworpen.
In vier kiesdistricten was een tweede verkiezingsronde benodigd tussen de twee hoogstgeplaatste (niet-direct gekozen) kandidaten uit de eerste ronde vanwege het niet-behalen van de districtskiesdrempel. Deze tweede ronde vond plaats op 29 juni 1886.

## Uitslag

### Opkomst
|                  | 1884    | 1884      | 1886    | 1886  |
| # stemmen        | %       | # stemmen | %       |       |
| ---------------- | ------- | --------- | ------- | ----- |
| Kiesgerechtigden | 128.585 |           | 136.237 |       |
| Niet opgekomen   | 39.779  | 30,94     | 33.266  | 24,42 |
| Opkomst          | 88.806  | 69,06     | 102.971 | 75,58 |

### Verkiezingsuitslag
| Partij/groepering          | Zetels | Zetels | Zetels |
| Partij/groepering          | 1884   | 1886   | +/−    |
| -------------------------- | ------ | ------ | ------ |
|                            |        |        |        |
| liberalen                  | 35     |        |        |
| kappeynianen               | 7      |        |        |
| Liberale Unie              | -      | 47     |        |
| subtotaal                  | 42/43  | 47     | +4     |
|                            |        |        |        |
| Anti-Revolutionaire Partij | 23     | 19     | −4     |
| bahlmannianen              | 12     | 13     | +1     |
| schaepmannianen            | 6      | 6      | 0      |
| conservatieven             | 3/2    | 1      | −1     |
| totaal                     | 86     | 86     | 0      |

### Gekozen leden
Bij deze verkiezingen werden 72 leden herkozen. De stemmingen voor de overige veertien vacatures hadden de volgende resultaten:
- in het kiesdistrict Amersfoort was in eerste instantie Æneas Mackay (ARP) herkozen. Hij was echter tevens gekozen in het kiesdistrict Utrecht[8], waaraan hij de voorkeur gaf. Om in de ontstane vacature te voorzien werd in Amersfoort een naverkiezing gehouden, waarbij Levinus Keuchenius (ARP) gekozen werd;

- in het kiesdistrict Amsterdam werd Abraham Hartogh (LU) gekozen in de vacature ontstaan door het aftreden van Justus Dirks (LU) die had aangegeven niet herkiesbaar te zijn;

- in het kiesdistrict Goes versloeg Alexander Schimmelpenninck van der Oye (58,8%, ARP) het aftredende lid Jozef Pompe van Meerdervoort (43,6%, ARP);

- in het kiesdistrict 's-Gravenhage versloegen Lodewijk Greeve (54,0%, LU) en Henri van der Goes van Dirxland (52,5%, LU) het aftredende lid Rutger Schimmelpenninck van Nijenhuis (39,7%, conservatieven); Rutger Sluiter (LU), een tweede aftredend lid in dit district, had aangegeven niet herkiesbaar te zijn;

- in het kiesdistrict Haarlem werd Antonie Farncombe Sanders (LU) gekozen in de vacature ontstaan door het aftreden van Jacob Duyvis (LU) die had aangegeven niet herkiesbaar te zijn;

- in het kiesdistrict Hoorn werd Dirk Visser van Hazerswoude (LU) gekozen in de vacature ontstaan door het aftreden van Klaas de Jong (kappeynianen) die had aangegeven niet herkiesbaar te zijn;

- in het kiesdistrict Leeuwarden werd Johannes Zaaijer (LU) gekozen in de vacature ontstaan door het aftreden van Sybrand Hingst (kappeynianen) die had aangegeven niet herkiesbaar te zijn;

- in het kiesdistrict Leiden versloeg Johannes Smeele (53,2%, bahlmannnianen) het aftredende lid Johannes Donner (34,6%, ARP);

- in het kiesdistrict Middelburg versloegen Johan Buteux (53,6%, LU) en Arie Smit (52,4%, LU) het aftredende lid Levinus Keuchenius (47,6%, ARP); Pieter 't Hooft (ARP), een tweede aftredend lid in dit district, had aangegeven niet herkiesbaar te zijn;

- in het kiesdistrict Steenwijk versloeg Jan Meesters (52,4%, LU) het aftredende lid Gijsbert Thomassen à Thuessink van der Hoop (47,4%, ARP);

- in het kiesdistrict Utrecht versloeg Æneas Mackay (50,3%, ARP) het aftredende lid Joan Röell (49,5%, LU);

- in het kiesdistrict Zutphen versloeg Jan Willink (42,4%, LU) het aftredende lid Willem Brantsen van de Zijp (46,9%, ARP).

De zittingsperiode van de Tweede Kamer ging in op 14 juli 1886. De zittingstermijn van Tweede Kamerleden bedroeg vier jaar.